# A Glória e a Graça
A Glória e a Graça é um filme de drama brasileiro de 2017 dirigido por Flávio Ramos Tambellini e escrito por Mikael de Albuquerque. É protagonizado por Carolina Ferraz e Sandra Corveloni como Glória e Graça, respectivamente, duas irmãs que se reencontram após anos afastadas em uma situação delicada que irá uni-las novamente.
Teve estreia mundial em 25 de outubro de 2016 na Mostra Internacional de Cinema de São Paulo e foi lançado no Brasil em 30 de março de 2017 pela H2O Films. Em seu lançamento, o filme dividiu opiniões entre os críticos de cinema. A escalação de Carolina Ferraz, que interpreta uma travesti, ao mesmo tempo que elogiada pela atuação da atriz, teve uma repercussão negativa entre a comunidade LGBTQIA+ pela falta de representatividade de uma atriz transgênero para o papel. O filme não obteve sucesso comercial tendo um público de pouco mais de cinco mil espectadores, gerando uma receita de R$ 81.674,69.
Obteve 10 indicações na 17ª premiação da Academia Brasileira de Cinema, o Grande Otelo, em 2018, vencendo em três categorias: Melhor Roteiro Original, Melhor Fotografia e Melhor Atriz Coadjuvante (Sandra Corveloni). Além de ter sido indicado como Melhor Filme, Melhor Atriz (Carolina Ferraz), Melhor Ator Coadjuvante (César Mello) e Melhor Trilha Sonora Original (Pedro Tambellini).

## Sinopse
Graça (Sandra Corveloni), 44, é uma mãe solteira que com Papoula (Sofia Marques) e Moreno (Vicente Demori), seus filhos de 15 e 8 anos. Quando descobre estar com um aneurisma cerebral impossível de ser operado, seu mundo desaba. Sem família ou qualquer pessoa para cuidar dos seus filhos, no eventual caso de sua morte, Graça resolve ir atrás do irmão, Luiz Carlos, que não vê há 15 anos, por conta de uma briga. Quando se encontram, Graça é surpreendida ao se deparar com Glória (Carolina Ferraz) – uma linda travesti, que deixou de ser Luiz Carlos há alguns anos e agora diz viver uma vida completa, como dona de um restaurante em Santa Teresa. Graça explica a sua situação à irmã e tenta persuadi-la a assumir os sobrinhos, caso o pior aconteça. Glória, no entanto, não perdoa Graça pela briga que tiveram e se mostra irredutível em relação ao pedido. A princípio, Glória luta contra si própria para não assumir a culpa que sente ao não ajudar a irmã. Aos poucos, sensibilizada pelas circunstâncias, ela aceita se aproximar da família, conhece os sobrinhos, retoma a amizade com Graça, e percebe que talvez, para se sentir verdadeiramente completa, ela precise ser mãe.

## Elenco
- Carolina Ferraz como Glória
- Sandra Corveloni como Graça
- Carol Marra como Fedra
- Sofia Marques como Papoula
- Vicente Demori como Moreno
- César Mello como Otávio
- Vicente Conde como Vicente
- Roberto Maya como Dr. Eduardo
- Mikael de Albuquerque como Rafael
- Gabriel Delfino como Saulo
- Bruna Griphao como Mariana
- Polly Marinho como Enfermeira
- Felipe Oliveira como David
- Henrique Pires como Dr. Chagas
- Naura Schneider como Irene
- Gabriela Simoni como Cris
- Rogério Barros como porteiro

## Produção
O filme foi idealizado pelo roteirista Mikael de Albuquerque, sendo esse seu primeiro trabalho a se concretizar como um filme, e desde a idealização da trama até a produção foram nove anos. Para ajudar na finalização do texto, Lusa Silvestre foi convidado. Trata-se de uma produção da Tambellini Filmes, produtora do diretor do longa Flávio Ramos Tambellini, em coprodução com a Globo Filmes. Além da direção, Flávio também assume a produção do filme. As gravações ocorreram ao longo de quatro semanas inteiramente no Rio de Janeiro, com locações nos bairros de Santa Teresa, Laranjeiras e no Centro.
Sobre a repercussão envolvendo a personagem Glória, Carolina Ferraz e Flávio Ramos Tambellini, em entrevista ao jornal O Globo, descartaram a possibilidade de ter polêmica no fato de uma mulher cis interpretar um personagem transexual. Carolina passou por um processo detalhado de produção e pesquisa para dar vida a protagonista do filme da forma mais realista possível. O elenco do filme também é composto por atores transgêneros, incluindo a modelo Carol Marra.
Para tratar o tema do filme, a equipe buscou associações de transgêneros buscando orientações de ativistas dessa causa. Carolina Ferraz contou com a ajuda dos preparadores de elenco Chris Duvoort e Marina Medeiros para viver seu personagem.

## Lançamento
O filme estreou mundialmente na 40ª Mostra Internacional de Cinema de São Paulo, onde foi selecionado para a mostra competitiva de filmes. Em 8 de fevereiro de 2017, a H2O Films, distribuidora oficial do filme no Brasil, passou a divulgar o primeiro trailer do longa-metragem. O lançamento do filme ocorreu em 30 de março de 2017 em todo o país.

## Recepção

### Bilheteria
De acordo com dados do Observatório Brasileiro do Cinema e do Audiovisual (OCA), da Ancine, o filme teve um público estimado em cerca de 5 mil espectadores em sua exibição nos cinemas, gerando uma renda de R$ 81.674,69, o que o faz ter sido um fracasso de bilheteria não superando seu orçamento.

### Resposta da crítica
No website agregador de resenhas AdoroCinema, o filme possui uma média de 3,1 de 5 estrelas () com base 7 críticas publicadas pela imprensa.
Matheus Bonez, escrevendo para o website Papo de Cinema, avaliou o filme positivamente: "Com talentos explosivos na tela, em especial com a melhor atuação feminina do ano até agora (Ferraz está incrível), a obra pode não ser perfeita, mas é um produto acima da média e mais do que necessário numa época em que o Brasil vive momentos perigosos de violência física e ideológica". Do website CinePOP, Pablo R. Bazarello disse: "A Glória e a Graça [...] não deixa de abordar ângulos um pouco menos seguros, como uma cena entre Ferraz e um potencial cliente num carro. Suas energias, porém, estão depositadas na relação entre as protagonistas e nas atuações vertiginosas das mesmas".
Já Daniel Schenker, crítico do jornal O Globo, fez uma resenha negativa para o filme dizendo que "A Glória e a Graça é prejudicado por um roteiro esquemático [...] Para completar, a direção de arte (de José Luca) evidencia exageros. Apenas o empenho das atrizes principais justifica uma eventual ida ao cinema". Para a Veja, Miguel Barbieri Jr. escreveu: "Reconciliação familiar, exposição de preconceitos e até bullying são alguns dos temas tratados, sem muita profundidade, mas com delicadeza e olhar sensível".

### Prêmios e indicações
| Ano  | Associações                                         | Categoria                     | Recipiente(s)                                       | Resultado | Ref.   |
| ---- | --------------------------------------------------- | ----------------------------- | --------------------------------------------------- | --------- | ------ |
| 2017 | KASHISH Mumbai International Queer Film Festival    | Melhor Filme                  | Flávio Ramos Tambellini                             | Venceu    |        |
| 2017 | KASHISH Mumbai International Queer Film Festival    | Melhor Filme do Júri Popular  | Flávio Ramos Tambellini                             | Venceu    |        |
| 2017 | Los Angeles Brazilian Film Festival                 | Melhor Atriz Coadjuvante      | Sandra Corveloni                                    | Venceu    |        |
| 2017 | Los Angeles Brazilian Film Festival                 | Melhor Roteiro                | Mikael de Albuquerque e Lusa Silvestre              | Venceu    |        |
| 2017 | Fairy Tales Film Festival                           | Melhor Filme                  | Flávio Ramos Tambellini                             | Venceu    |        |
| 2017 | Translations: The Seattle Transgender Film Festival | Melhor Filme                  | Flávio Ramos Tambellini                             | Venceu    |        |
| 2018 | Festival Sesc Melhores Filmes                       | Melhor Filme                  | Flávio Ramos Tambellini                             | Venceu    | [ 13 ] |
| 2018 | Festival Sesc Melhores Filmes                       | Melhor Atriz                  | Carolina Ferraz                                     | Venceu    | [ 13 ] |
| 2018 | Festival Sesc Melhores Filmes                       | Melhor Roteiro                | Mikael de Albuquerque e Lusa Silvestre              | Venceu    | [ 13 ] |
| 2018 | Festival Sesc Melhores Filmes                       | Melhor Fotografia             | Gustavo Hadba                                       | Venceu    | [ 13 ] |
| 2018 | Grande Prêmio do Cinema Brasileiro                  | Melhor Filme                  | Melhor Filme                                        | Indicado  |        |
| 2018 | Grande Prêmio do Cinema Brasileiro                  | Melhor Atriz                  | Carolina Ferraz                                     | Indicado  |        |
| 2018 | Grande Prêmio do Cinema Brasileiro                  | Melhor Ator Coadjuvante       | César Mello                                         | Indicado  |        |
| 2018 | Grande Prêmio do Cinema Brasileiro                  | Melhor Atriz Coadjuvante      | Sandra Corveloni                                    | Venceu    |        |
| 2018 | Grande Prêmio do Cinema Brasileiro                  | Melhor Roteiro Original       | Mikael de Albuquerque e Lusa Silvestre              | Venceu    |        |
| 2018 | Grande Prêmio do Cinema Brasileiro                  | Melhor Fotografia             | Gustavo Hadba                                       | Venceu    |        |
| 2018 | Grande Prêmio do Cinema Brasileiro                  | Melhor Montagem               | Sérgio Mekler                                       | Indicado  |        |
| 2018 | Grande Prêmio do Cinema Brasileiro                  | Melhor Maquiagem              | Marcos Freire                                       | Indicado  |        |
| 2018 | Grande Prêmio do Cinema Brasileiro                  | Melhor Trilha Sonora Original | Pedro Tambellini                                    | Indicado  |        |
| 2018 | Grande Prêmio do Cinema Brasileiro                  | Melhor Som                    | José Moreau Louzeiro, Simone Alves e Ariel Henrique | Indicado  |        |